# Communauté de communes Sud-Hérault
La communauté de communes Sud-Hérault est une communauté de communes française, située dans le département de l'Hérault dans la région Occitanie.

## Histoire
La communauté de communes Sud-Hérault a été créée par la fusion de la Communauté de communes du Saint-Chinianais et de la Communauté de communes Canal Lirou.

## Communes
La communauté de communes est composée des 17 communes suivantes :

| Nom                   | Code Insee | Gentilé          | Superficie (km2) | Population (dernière pop. légale) | Densité (hab./km2) |
| --------------------- | ---------- | ---------------- | ---------------- | --------------------------------- | ------------------ |
| Puisserguier (siège)  | 34225      | Puisserguierains | 28,27            | 3 034 (2022)                      | 107                |
| Assignan              | 34015      | Assignanais      | 7,95             | 168 (2022)                        | 21                 |
| Babeau-Bouldoux       | 34021      | Badoussiens      | 21,4             | 309 (2022)                        | 14                 |
| Capestang             | 34052      | Capestanais      | 39,56            | 3 413 (2022)                      | 86                 |
| Cazedarnes            | 34065      | Cazedarnais      | 11,64            | 640 (2022)                        | 55                 |
| Cébazan               | 34070      | Cébazanois       | 13,03            | 637 (2022)                        | 49                 |
| Cessenon-sur-Orb      | 34074      | Cessenonais      | 37,29            | 2 390 (2022)                      | 64                 |
| Creissan              | 34089      | Creissanois      | 8,89             | 1 404 (2022)                      | 158                |
| Cruzy                 | 34092      | Cruzyats         | 25,85            | 954 (2022)                        | 37                 |
| Montels               | 34167      | Montélois        | 7,3              | 243 (2022)                        | 33                 |
| Montouliers           | 34170      | Montouliérains   | 7,7              | 232 (2022)                        | 30                 |
| Pierrerue             | 34201      | Pierrerunais     | 11,7             | 293 (2022)                        | 25                 |
| Poilhes               | 34206      | Poilhais         | 5,95             | 534 (2022)                        | 90                 |
| Prades-sur-Vernazobre | 34218      | Pradéens         | 19,98            | 369 (2022)                        | 18                 |
| Quarante              | 34226      | Quarantais       | 30,05            | 1 788 (2022)                      | 60                 |
| Saint-Chinian         | 34245      | Saint-Chinianais | 23,29            | 1 775 (2022)                      | 76                 |
| Villespassans         | 34339      | Villespassanois  | 14,07            | 186 (2022)                        | 13                 |

## Compétences

### I - Compétences obligatoires
- 1) Aménagement de l'espace communautaire
  - a – Aménagement de l’espace pour la conduite d’actions d’intérêt communautaire
  - b – Schéma de cohérence territoriale et schéma de secteur
  - c – Plan local d’urbanisme intercommunal, document d’urbanisme en tenant lieu et carte communale
- 2) Développement économique
  - a – Actions de développement économique dans les conditions prévues à l’article L 4251-17du CGCT
  - b – Création, aménagement, entretien et gestion de zones d’activité industrielle, commerciale, tertiaire, artisanale, touristique, portuaire ou aéroportuaire
  - c – Politique locale du commerce et soutien aux activités commerciales d’intérêt communautaire
  - d – Promotion du tourisme – dont la création d’offices de tourisme
- 3) Aménagement, entretien et gestion des aires d'accueil des gens du voyage
- 4) Collecte et traitement des déchets ménagers et déchets assimilés.

### II – Compétences optionnelles pour la conduite d’actions d’intérêt communautaire
- 1) Protection et mise en valeur de l'environnement, le cas échéant dans le cadre de schémas départementaux et soutien aux actions de maîtrise de la demande d'énergie
- 2) Politique du logement et du cadre de vie
- 3) Action sociale d'intérêt communautaire
- 4) Création et gestion des maisons de services au public et définition des obligations de service public y afférentes

### III – Compétences facultatives
- Gestion d'un service public d'assainissement non collectif (SPANC)

### IV - Compétences supplémentaires
- 1) Politique culturelle, patrimoniale, sportive de loisirs
- 2) Service de l'éclairage public

## Commissions
- Commission Environnement
- Commission Tourisme
- Commission Culture et Patrimoine
- Commission Enfance – Jeunesse
- Commission Économie